# Abdoulaye Sané
Pour les articles homonymes, voir Sané.
Abdoulaye Sané, né le 15 octobre 1992 à Diouloulou (Sénégal), est un footballeur international sénégalais évoluant au poste d'attaquant.

## Biographie

### Débuts au Sénégal puis au Stade rennais
Né le 15 octobre 1992 à Diouloulou, en Casamance, Abdoulaye Sané débute en professionnel à l'âge de 18 ans, avec le club de l'AS Douanes, en Ligue 1 sénégalaise. Ses performances lui permettent d'intégrer l'équipe olympique du Sénégal dès sa première saison dans ce club de Dakar.
Il est repéré par le Stade rennais au printemps 2011, qui lui fait réaliser un essai en avril, puis signer un premier contrat professionnel de trois ans, en juillet 2011. Lors de la saison 2011-2012, Sané joue essentiellement avec l'équipe réserve rennaise, en CFA2. En 23 matchs disputés, il marque 14 buts, et s'affirme comme l'une des révélations du club rennais à ce niveau, en compagnie du Malien Cheick Fantamady Diarra, recruté en même temps que lui. Il fait, par ailleurs, ses débuts avec l'équipe professionnelle du Stade rennais le 21 janvier 2012, lors d'un déplacement victorieux en Coupe de France au stade du Ray face à l'OGC Nice, remplaçant Jirès Kembo-Ekoko durant la prolongation du match.

### Déception des Jeux olympiques, puis affirmation à Rennes
Durant la saison 2011-2012, Abdoulaye Sané dispute avec son pays le Championnat d'Afrique des nations des moins de 23 ans, qu'il termine à la quatrième place, échouant à décrocher un billet qualificatif pour le tournoi masculin des Jeux olympiques 2012. Devant passer par un match de barrage à la Ricoh Arena de Coventry face à Oman, le Sénégal se qualifie finalement, Sané marquant le deuxième but de la victoire de son équipe. Malgré cela, alors qu'il doit participer au tournoi olympique, il n'est finalement pas retenu parmi la sélection finale, à sa grande déception.

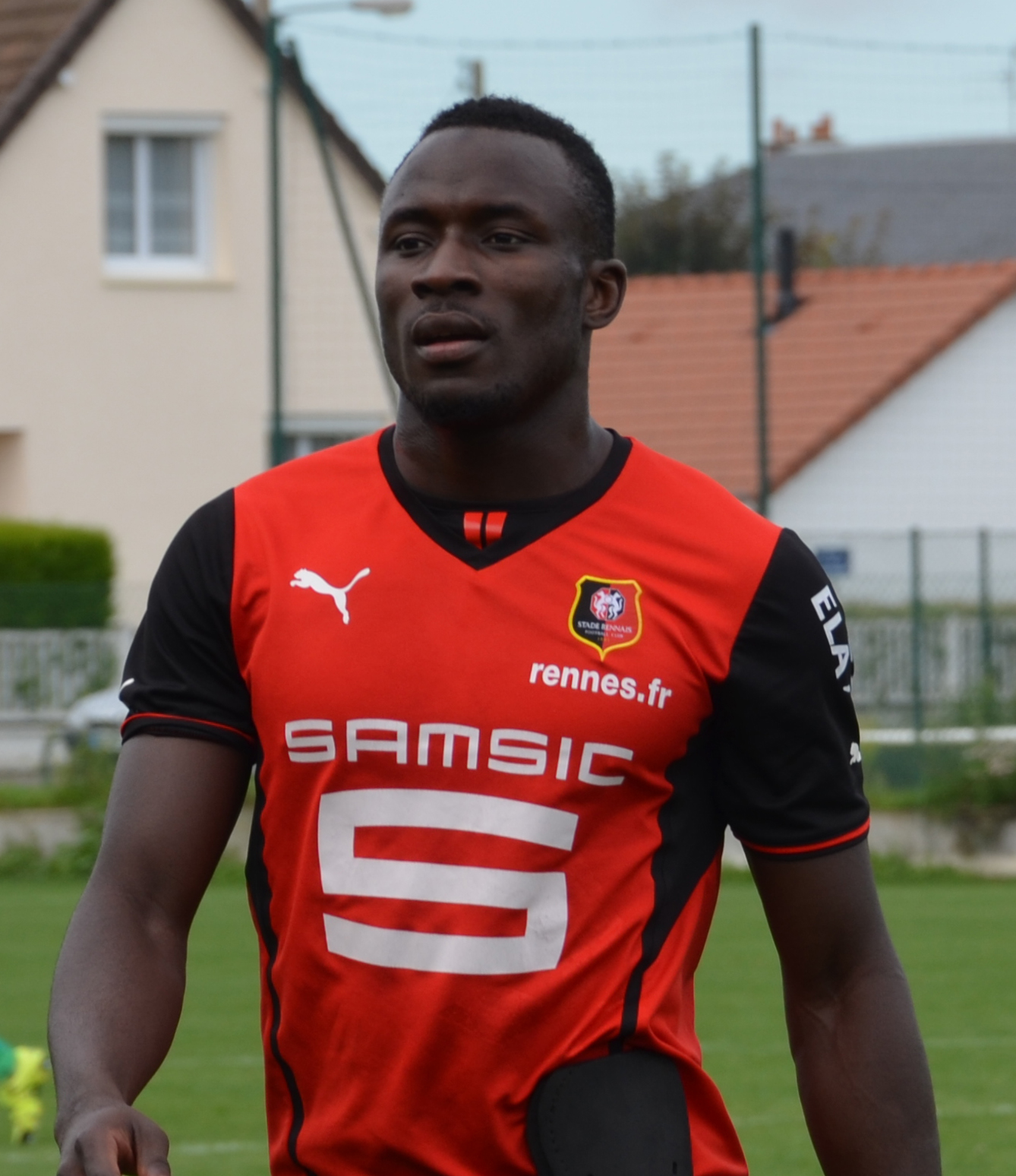
Sané lors de sa dernière saison au Stade rennais.

Sané commence la saison 2012-2013 avec le statut de remplaçant derrière Mevlüt Erding au sein de l'attaque du Stade rennais, et prolonge son contrat de deux ans avec le club breton le 13 septembre 2012. Il fait, un mois auparavant, ses débuts en Ligue 1, remplaçant Erding en fin de rencontre, lors d'un match au stade Jacques-Chaban-Delmas face aux Girondins de Bordeaux. Son début de saison est néanmoins perturbé par une blessure à la cuisse, contractée en septembre. De retour sur les terrains en janvier 2013, il est appelé pour la première fois en équipe du Sénégal, par Alain Giresse.
Le 23 août 2013, n'entrant pas dans les plans du nouvel entraîneur rennais Philippe Montanier, il est prêté pour une saison, sans option d'achat, au Stade lavallois, en Ligue 2,.
Abdoulaye Sané va finalement jusqu'au bout de son contrat avec le Stade rennais. Il quitte le club libre de tout engagement à l'été 2016.

### Nouvelle ère au Red Star puis Sochaux
Il s'engage le 27 juillet 2016 au Red Star FC pour deux ans. Après avoir inscrit 15 buts avec le champion de National 2017-2018, il signe le 1er juin 2018 un contrat de deux saisons avec le FC Sochaux-Montbéliard. En octobre 2019 il est l'auteur d'un triplé contre Clermont et reçoit le trophée UNFP récompensant le meilleur joueur du mois de Ligue 2. Ne trouvant pas d'accord autour d'une prolongation avec le FCSM, il quitte libre le club au 30 juin 2020. 

## Statistiques
| Saison                | Club                   | Championnat           | Championnat | Championnat | Coupe nationale | Coupe nationale | Coupe de la Ligue | Coupe de la Ligue | Compétition(s) continentale(s) | Compétition(s) continentale(s) | Compétition(s) continentale(s) | Sénégal | Sénégal | Total | Total |
| Saison                | Club                   | Division              | M.          | B.          | M.              | B.              | M.                | B.                | Comp.                          | M.                             | B.                             | M.      | B.      | M.    | B.    |
| 2010                  | AS Douanes             | Ligue 1               | 16          | 6           | -               | -               | -                 | -                 | -                              | -                              | -                              | -       | -       | 16    | 6     |
| 2011                  | AS Douanes             | Ligue 1               | 12          | 3           | 1               | 2               | -                 | -                 | -                              | -                              | -                              | -       | -       | 13    | 5     |
| Sous-total            | Sous-total             | Sous-total            | 28          | 9           | 1               | 2               | -                 | -                 | -                              | -                              | -                              | -       | -       | 29    | 11    |
| 2011-2012             | Stade rennais          | Ligue 1               | -           | -           | 1               | 0               | -                 | -                 | C3                             | -                              | -                              | -       | -       | 1     | 0     |
| 2012-2013             | Stade rennais          | Ligue 1               | 15          | 0           | -               | -               | 2                 | 0                 | -                              | -                              | -                              | 1       | 0       | 18    | 0     |
| Sous-total            | Sous-total             | Sous-total            | 15          | 0           | 1               | 0               | 2                 | 0                 | -                              | 0                              | -                              | 1       | 0       | 19    | 0     |
| 2013-2014             | Stade lavallois (prêt) | Ligue 2               | 4           | 0           | -               | -               | -                 | -                 | -                              | -                              | -                              | -       | -       | 4     | 0     |
| 2016-2017             | Red Star FC            | Ligue 2               | 34          | 4           | 1               | 2               | 1                 | 0                 | -                              | -                              | -                              | -       | -       | 36    | 6     |
| 2017-2018             | Red Star FC            | National              | 29          | 13          | 2               | 2               | 3                 | 0                 | -                              | -                              | -                              | -       | -       | 34    | 15    |
| Sous-total            | Sous-total             | Sous-total            | 63          | 17          | 3               | 4               | 4                 | 0                 | -                              | -                              | -                              | -       | -       | 70    | 21    |
| 2018-2019             | FC Sochaux-Montbéliard | Ligue 2               | 33          | 4           | 2               | 1               | 1                 | 0                 | -                              | -                              | -                              | -       | -       | 36    | 5     |
| 2019-2020             | FC Sochaux-Montbéliard | Ligue 2               | 25          | 10          | -               | -               | 1                 | 0                 | -                              | -                              | -                              | -       | -       | 26    | 10    |
| Sous-total            | Sous-total             | Sous-total            | 58          | 14          | 2               | 1               | 2                 | 0                 | -                              | -                              | -                              | -       | -       | 62    | 15    |
| 2020-2021             | Al-Taawoun             | Saudi Pro League      | 27          | 3           | 3               | 0               | -                 | -                 | -                              | -                              | -                              | -       | -       | 30    | 3     |
| 2022-2023             | Churchill Brothers SC  | I-League              | 17          | 7           | -               | -               | -                 | -                 | -                              | -                              | -                              | -       | -       | 17    | 7     |
| 2023-2024             | Nîmes Olympique        | National              | 6           | 2           | -               | -               | -                 | 0                 | -                              | -                              | -                              | -       | -       | 6     | 2     |
| 2024-2025             | Kowloon City           | Hong Kong PL          | 13          | 1           | 1               | 0               | -                 | 0                 | -                              | -                              | -                              | -       | -       | 14    | 1     |
| Total sur la carrière | Total sur la carrière  | Total sur la carrière | 231         | 53          | 11              | 7               | 8                 | 0                 | -                              | -                              | -                              | 1       | 0       | 251   | 60    |

## Palmarès

### En club
Aboulaye Sané est champion de National en 2018 avec le Red Star. Il est également finaliste de la Coupe d'Arabie saoudite avec le Al-Taawoun FC.

### Distinctions
- Octobre 2019 : Trophée UNFP du joueur du mois de Ligue 2[20]